# Little Falls (New Jersey)
Pour les articles homonymes, voir Little Falls.
Little Falls est un township situé dans le comté de Passaic, dans l’État du New Jersey, aux États-Unis. Sa population s’élevait à 14 432 habitants lors du recensement de 2010, estimée à 14 423 habitants en 2016. Little Falls fait partie de l’agglomération de New York.